# Liste der Mitglieder der National Academy of Sciences/2003
Im Jahr 2003 wählte die National Academy of Sciences der Vereinigten Staaten 90 Personen zu ihren Mitgliedern.
Arthur L. Stinchcombe wird in der ursprünglichen Pressemeldung der National Academy of Sciences (NAS) erwähnt, ist aber im Online-Mitgliederverzeichnis der NAS nicht aufgeführt. Möglicherweise hat er die Mitgliedschaft nicht angenommen.

## Neugewählte Mitglieder
- George A. Akerlof
- Jeanne Altmann
- George E. Andrews
- Cornelia I. Bargmann
- Linda M. Bartoshuk
- John D. Baxter (1940–2011)
- Peter Beak (1936–2021)
- James O. Berger
- Edouard Brezin
- Haim Brezis (1944–2024)
- Linda B. Buck
- Dennis A. Carson
- Anthony R. Cashmore
- Juan Carlos Castilla
- Praveen Chaudhari (1937–2010)
- Chen Zhu
- Sallie W. Chisholm
- Barry S. Coller
- David J. DeRosier
- Jody W. Deming
- James H. Dieterich
- William E. Dietrich
- Yakov Eliashberg
- Stephen J. Elledge
- John B. Fenn (1917–2010)
- Lennard A. Fisk
- G. David Forney, Jr.
- Joanna S. Fowler
- Wendy L. Freedman
- Fred H. Gage
- Solomon W. Golomb (1932–2016)
- Carol W. Greider
- Jeffrey C. Hall
- J. Woodland Hastings (1927–2014)
- Isaac M. Held
- Luis Herrera-Estrella
- Avram Hershko
- Karl Hess
- Arthur Horwich
- Michael Hout
- Rudolf Jaenisch
- Roger E. Kasperson (1938–2021)
- Cynthia J. Kenyon
- Richard G. Klein
- Herbert Kroemer (1928–2024)
- Shrinivas R. Kulkarni
- Rosine Lallement
- Robert A. Lamb
- Judith L. Lean
- Wen-Hsiung Li
- David J. Lipman
- Martha L. Ludwig (1931–2006)
- Linda R. Manzanilla
- Diane Mathis
- H. Jay Melosh (1947–2020)
- Edward L. Miles (1939–2016)
- Sidney R. Nagel
- June B. Nasrallah
- William D. Nix
- Ryoji Noyori
- Giorgio Parisi
- Helen R. Quinn
- Martin C. Raff
- Michael Rosbash
- A. Catharine Ross
- Linda J. Saif
- Paul L. Schechter
- William H. Schlesinger
- Obaid Siddiqi (1932–2013)
- Robert J. Silbey (1940–2011)
- Bruce D. Smith
- Claude M. Steele
- Arthur L. Stinchcombe (1933–2018)
- Robert M. Stroud
- Joseph S. Takahashi
- Tadatsugu Taniguchi
- Andrzej K. Tarkowski (1933–2016)
- Saul A. Teukolsky
- Michael F. Thomashow
- Janet Thornton
- James M. Tiedje
- James L. Van Etten
- Dale J. Van Harlingen
- Alan Walker (1938–2017)
- Brian A. Wandell
- Arthur Weiss
- Paul A. Wender
- Eli Yablonovitch
- Masashi Yanagisawa
- Ada Yonath